# Ułakły
Ułakły (ukr. Улакли) – wieś na Ukrainie, w obwodzie donieckim, w rejonie wołnowaskim, w hromadzie Wełyka Nowosiłka. W 2001 liczyła 867 mieszkańców, głównie rosyjskojęzycznych (z udziałem mniejszości greckiej).